# Weperpolder
Weperpolder (Stellingwerfs: Weperpoolder) is een polder en buurtschap in de gemeente Ooststellingwerf, in de Nederlandse provincie Friesland. Hij ligt net noordoosten van Oosterwolde en ten zuidoosten van Haule.
De polder is ontstaan in de negentiende eeuw op de Wepervenen in de Hauler Veenpolder. In eerste helft van de twintigste eeuw ontwikkelde er zich langzaam bewoning in het gebied, onder meer de grote boerderij Nieuw Weper. Na 1950 groeide het aantal woningen en bij de waterplas ontstond het recreatieoord Het Goudmeer, later een vakantiepark. Zo ontstond er een eigen buurtschap. Deze werd eerst ook - onder meer in het kadaster - aangeduid als Nieuw Weper, naar de boerderij aldaar. Later werd Weperpolder de standaard-aanduiding.
Rond de St. Jozefhoeve ligt een apart buurtje dat Zuilen wordt genoemd. Aan de rand van de provincie Drenthe ligt een grote zandwinningsplas. In de westelijk rand van de buurtschap, nabij de buurtschappen Weper en De Knolle,  is de voormalige vuilstortplaats de Weperbult gelegen.
In 1853 stond in de polder een poldermolen. Deze is eerst afgebrand, maar in 1870 herbouwd in Twijtel (Makkinga). Daarbij werd het achtkant van de oude molen gebruikt en het geheel omgebouwd tot korenmolen. In 1912 brandde ook deze molen, de Molen van Zeephat, af .